# Підляшани
Підляшани, (Своя мова: Pudlašuki), (підляшуки, пудляшуки, пудляши, пол. Podlaszucy, біл. Падляшукі, Падляшы) — східнослов'янська автохтонна етнічна група, що населяє територію Підляшшя. Частина підляшан розмовляє архаїчними говірками української мови, які походять від руської мови. З релігійної точки зору на північному Підляшші (Підляське воєводство) переважають православні, тоді як на південному здебільшого католики. Є групи підляшан, які взяли українську, білоруську, або польську національну ідентичність.